# Геошторм
«Геошто́рм» (англ. Geostorm) — американський фантастичний фільм-катастрофа сценариста, продюсера і режисера Діна Девліна та його режисерський дебют. У фільмі знімалися: Джерард Батлер, Еббі Корніш, Кетрін Віннік, Олександра Марія Лара, Джим Стерджесс, Ед Гарріс і Енді Гарсіа. Фільм розповідає про Джейка — творця мережі супутників для контролю клімату, якому доручають усунути несправності, спричинені кимось задля шкоди людству.
Основні зйомки почалися 20 жовтня 2014 року в Нью-Орлеані, штат Луїзіана. Electric Entertainment і Skydance Productions продюсують фільм, дистриб'ютор Warner Bros.
Прем'єра відбулась 20 жовтня 2017 року в США.

## Сюжет
У недалекому майбутньому зміни клімату стали такими катастрофічними, що жодна з країн не могла впоратися з ними самотужки. Після хвилі катаклізмів 2019 року провідні країни створили мережу супутників «Голландець», керованих із Міжнародної космічної станції. Рівномірно оточуючи всю Землю, супутники змінювали температуру, атмосферний тиск, вологість повітря, тим самим швидко усуваючи будь-які кліматичні аномалії. Фільм розпочинається з розповіді про це доньки творця «Голландця» Джейка Лоусона. Державний секретар Декком невдоволений тим, що супутники створено американцями, але керування ними буде міжнародним. Лоусону висловлюють догану за те, що він запустив «Голландця» без дозволу, хоча це і врятувало багатьох людей. Як наслідок, Джейка звільняють, а керівництво супутниками переходить до його брата Макса.
Через три роки «Голландець» дає збій, в Афганістані стається різке похолодання, убивши 300 людей. Окрім того, станція розгерметизовується, що спричиняє смерть програміста Махмуда, який досліджував дефектний супутник. Цього часу тільки-но готується передача супутників міжнародній спільноті, і щоб уникнути скандалу Максу доручають таємно знайти причину збою. Макс розшукує Джейка, аби той допоміг, але брат не радий зустрічі. У Гонконзі тим часом стаються підземні вибухи газу, а «Голландець» на це не реагує. Джейк погоджується вирушити на Міжнародну космічну станцію.
Член наземної служби гонконзького офісу «Голландця» Чен підозрює диверсію. Він попереджає Макса про загрозу відмови всієї системи, що спричинить «геошторм» — одночасні катастрофічні погодні умови по всій планеті. Джейк вирішує добути дані прямо з гонконзького супутника. При спробі взяти його на станцію, маніпулятор не слухається та ледве не вбиває працівників. Жорсткі диски супутника згорають, але Джейк і Уте Фассбендер, командир станції, виходять у відкритий космос, аби дістати застряглий на обшивці станції ще один диск. Реактивний ранець Джейка стає некерованим, він рятується, але підозрює, що на станції диверсант, тому каже, що втратив диск. При спробі передати інформацію Максу Чена збиває авто, кероване невідомими. Той перед смертю встигає сказати «Зевс». Джек розуміє, що не зможе передати жодних важливих відомостей на Землю, тому при розмові із братом промовляє відомий тільки їм двом шифр. Макс розшифровує послання — саботаж на рівні вищого командування. Він просить свою коханку Вірджинію викрасти з серверів Білого дому інформацію про проект «Зевс».
Джейк знаходить копію даних Махмуда про вірус, що й спричиняє неполадки. Макс довідується, що «Зевс» — це проект використання «Голландця» як зброї. Джейк радить тимчасово вимкнути супутники, проте для цього потрібні коди, відомі лише президенту. Саме президента він і підозрює в організації аварій. Адже дефектну систему не можна буде передавати в міжнародне володіння і вона лишиться в руках США.
Коли Макс просить Вірджинію викрасти коди в президента, супутники виходять з ладу. На Токіо випадає величезний град, а слідом замерзає Ріо-де-Жанейро. Джейк вигадує замінити супутники над місцями лих на запасні, яких є вдосталь на станції. Але механізм утворення «геошторму» вже запущено, до нього лишається 90 хвилин. Макс переконує державного секретаря Деккома, що президент злочинець, а той пояснює, що коди викрасти неможливо — ними є відбитки пальців самого президента. На міжнародній станції запускається процес саморуйнування, Джейк здогадується, що за цим стоїть системний аналітик Дункан. Той зізнається, що за саботаж йому обіцяно великі гроші та порятунок від «геошторму» в таємному місці. В ході бійки з Дунканом Джейк зачиняє його у відсіці, що втрачає повітря і зрадник гине. Декком намагається застрелити Макса, з чого він розуміє, що саме Декком стоїть за «геоштормом». Макс з Вірджинією викрадають президента, вдавши ніби на нього вчинено замах. Тим же вони рятують главу держави від бурі, влаштованої з метою усунути всіх політичних противників. Поки це триває, Мумбаї знищують смерчі, а Москву — спека. Екіпаж космічної станції рятується на шаттлах, але Джейк лишається на борту, щоб увести коди. Декком підриває авто з президентом, але Макс, Вірджинія і сам президент зазделегідь покидають його. Держекретар виправдовується знищенням всіх ворогів Америки, та його беруть під арешт. Катаклізми тривають, Дубай затоплює цунамі.
Президент передає коди на Міжнародну станцію. Джейк встигає одягнути скафандр і дістатися до центрального комп'ютера, де виявляє, що на станції також лишилася його колега Сара. Вдвох вони вимикають супутники, знищуючи вірус, після чого перезапускають їх. Станція руйнується, проте Джейк з Сарою добираються до супутника, який підбирає шаттл.
Міжнародну космічну станцію відновлюють, «Голландець» переходить у міжнародне володіння.

## Ролі
- Джерард Батлер — Джейкоб (Джейк) Лоусон, творець системи «Голландець»
- Джим Стерджесс — Макс Лоусон, брат Джейка, керівник «Голландця»
- Еббі Корніш — агент Секретної служби США Сара
- Ед Гарріс — Державний секретар США Декком
- Енді Гарсіа — Президент США Палма
- Річард Шифф — сенатор Томас Кросс
- Олександра Марія Лара — Уте Фассбендер
- Роберт Шіен — Данкан Тейлор, системний аналітик
- Евхеніо Дербес — Ернандес, робототехнік
- Адеперо Одує — Ені Адіса, член екіпажу ICSS і астронавт NASRDA
- Амр Вакед — Дуссетт, фахівець з комунікацій та захисту
- Зазі Бітц — Дана, фахівець з кібербезпеки
- Кетрін Винник — Олівія, колишня дружина Джейка
- Таліта Бейтман — Ганна Лоусон, донька Джейка
- Дрю Павелл — Кріс Кемпбелл
- Мер Віннінґем — доктор Дженнінгс

## Виробництво
9 січня 2013 р. Deadline.com повідомив, що Skydance Productions придбала сценарій фільму-катастрофи Діна Девліна і Пола Гуйо і призначила Девліна на пост режисера. 11 квітня 2014-го The Hollywood Reporter оголосив, що головну роль зіграє Джерард Батлер. Пре-продакшн почався 7 липня 2014. 15 серпня стало відомо, що Джим Стерджесс, Еббі Корніш, Ед Харріс і Енді Гарсіа ведуть переговори з приводу ролей у фільмі. 19 серпня Олександра Марія Лара приєдналася до акторського складу в ролі командира космічної станції, а також любовного інтересу героя Батлера, що допомагає йому врятувати світ. 26 вересня оголошено, що Кетрін Віннік зіграє Олівію, колишню дружину героя Батлера і мати Ханни. 8 жовтня Еухеніо Дербес приєднався до акторського складу фільму. 18 листопада анонсовано, що Стерлінг Джерінс отримала роль Ханни.

### Зйомки
«Геошторм» став режисерським дебютом Діна Девліна. Зйомки почалися 20 жовтня 2014 р. в Новому Орлеані і тривали до 10 лютого 2015. У листопаді знімалися сцени в NASA Michoud Assembly Facility. Багато сцен фільму були перезняті, коли на останніх етапах роботи в ролі продюсера був залучений Джеррі Брукгаймер.
Спочатку проектом займалася компанія Paramount Pictures, але потім він перейшов у відання компанії Warner Bros.
Слово «геошторм» згадується 20 разів у різних формах, у всьому фільмі, включаючи заголовок в титрах.
Таксі, що використовується в більшості кадрів, — Mercedes B Class Electric Drive з тегами Флориди.
Ідея катастрофічних наслідків управління атмосферою за допомогою космічних станцій також є головною сюжетною точкою в «Das Arche Noah Prinzip» (1984), дебют режисера Роланда Еммеріха (тривалий час співробітником був Дін Девлін).

### Неточності
Уте Фассбендер уважається німкенею. Проте вперше її можна побачити, що вона носить не прапор Німеччини, а голландський прапор.
Наприкінці руйнування Гонконгу від підземних вибухів, коли Чен Лонг зупиняється, він дивиться на цифровий датчик температури в машині. Показано, що температура стрімко падає. Проте навіть якщо датчик пережив теплові перепади, температура чомусь показана за Фаренгейтом. Усі країни за межами США будуть показувати температуру за Цельсієм.
Дубай у фільмі затоплює цунамі, спричинене супутниками контролю погоди. Але цунамі — геологічні явища, спричинені землетрусами, а не різкими погодними змінами.

### Алюзії
Є кілька посилань на попередні фільми Джерарда Батлера. Наприклад, один із супутників називається «RocknRolla» — натяк на однойменний фільм «Рок-н-рольник» (2008). Незабаром з'явиться посилання на «Mount Olympus», що відноситься до назви х/ф «Падіння Олімпа» (2013).

## Реліз
Реліз був призначений на 25 березня 2016 р., але в кінці серпня 2014-го Warner скасував березневу дату та переніс її на 26 жовтня.

## Сприйняття
Середня оцінка на сайті IMDb — 5,8/10. На Rotten Tomatoes фільм зібрав 16 % позитивних рецензій критиків і 35 %схвальних відгуків від пересічних глядачів.
«Геошторм» увійшов до переліку головних провалів у світовій кіноіндустрії 2017 року. При бюджеті в 120 мільйонів доларів стрічка зібрала 207 мільйонів в прокаті.
Кріс Гевітт у журналі «Empire» писав, що «Геошторм» — це «Хрестоматійний фільм-катастрофа… і водночас він надто кепський, щоб навіть вважатися пародією на жанр». При цьому його остання третина достатньо розважає, щоб усе ж не вважати «Геошторм» дійсно поганим.
Чарльз Брамеско в газеті «The Guardian» зауважив, що головним героєм фільму є власне Геошторм — погодний катаклізм, а не люди, як слід було очікувати. На жаль, його замало на екрані, і якщо вже режисер вирішив додавати так багато спецефектів, слід було показати більше видовищ. За словами критика, Дін Девлін «вибрав дурнувате, вигадливе слово, і при цьому пообіцяв дурнуватий, вигадливий фільм» про катастрофу, котрої глядачі надто довго чекають.